# Hoplocrotaphus mongolicus
Hoplocrotaphus mongolicus är en stekelart som beskrevs av Fischer 1971. Hoplocrotaphus mongolicus ingår i släktet Hoplocrotaphus och familjen bracksteklar. Inga underarter finns listade i Catalogue of Life.